# Шамин, Алексей Николаевич
Алексе́й Никола́евич Шамин (1931—2002) — советский и российский химик, историк науки. Доктор химических наук, профессор.
Член Американского общества историков науки (с 1978).

## Биография
Алексей Николаевич Шамин родился 29 августа 1931 года в Москве в семье инженера-металлурга Николая Алексеевича Шамина.
В 1955 году окончил Московский государственный университет им. М. В. Ломоносова.
В 1956—1962 годах работал в Институте биохимии им. А. Н. Баха АН СССР, затем во Всесоюзном институте научной и технической информации (ВИНИТИ) АН и СМ СССР.
С 1962 до 1996 работал в Институте истории естествознания и техники имени С. И. Вавилова, с 1979 года руководил группой истории биохимии.
Окончив в 1962—1964 аспирантуру ИИЕиТ и защитив кандидатскую диссертацию «Развитие представлений о химическом строении белка», стал профессиональным историком науки.
С 1967 года — профессор истории фармации Московской медицинской академии им. И. М. Сеченова. С 1970 — доктор химических наук (диссертация «История химии белка»).
В 1990 году избран Исполнительным директором Фонда науки (с 1997 — Фонд науки им. Ю. А. Овчинникова).
Похоронен на Ваганьковском кладбище.

## Научные достижения
Основные направления исследований: история науки, история химии и биологической химии, история фармации, науковедение. Специалист в области истории научной книги — старопечатных книг, инкунабул и палеотипов естественнонаучного и медицинского содержания (автор каталога инкунабул естественнонаучного, медицинского и математического содержания, хранящихся в библиотеках мира). В последние годы изучал организационно-финансовую структуру науки зарубежных стран, проблемы формирования научного потенциала различных стран и регионов.
Автор более 300 работ, в том числе 15 монографий, ряд которых переведён на иностранные языки. Под его руководством защищено 18 кандидатских и 2 докторских диссертации.
Действительный член Международной академии информатизации, Европейской ассоциации истории медицины и здоровья, Американского общества истории науки и Общества истории алхимии и химии (Великобритания).
Член редколлегий журналов «Биология в школе», «Вопросы медицинской, биологической и фармацевтической химии», «Вопросы медицинской химии», книжных серий «Классики науки» и «Памятники науки» (РАН).
В 1988—1992 — президент Комитета по истории науки Международного биохимического союза (International Union of Biochemistry).
В 1989—1993 — член Высшего экологического совета Российской Федерации. Председатель Специализированного совета по специальности «История науки и техники — химические науки» (ИИЕиТ РАН).

## Награды и премии
В 1997 — избран Американским биографическим институтом «Человеком Года» по специальности «история науки».
В 1998 — награждён Международным орденом «Order of International Ambassadors» и Серебряной медалью Кембриджского биографического центра.

## Сочинения
Монографии
- Биокатализ и биокатализаторы. (Исторический очерк) (1971)
- История химии белка (1977)
- Развитие химии аминокислот (1974, в соавторстве)
- Развитие химии биополимеров (1975)
- История химии. Развитие основных направлений современной химии (1978, в соавторстве).

В 2006 году издательство «URSS» осуществило переиздание работ учёного в серии «Из наследия А. Н. Шамина».